# توبی لاو
توبی لاو (انگلیسی: Toby Love؛ زادهٔ ۲۰ مارس ۱۹۸۵) یک موسیقی‌دان اهل ایالات متحده آمریکا است. وی از سال ۱۹۹۹ میلادی تاکنون مشغول فعالیت بوده‌است.